# Sidney Govou
Sidney Rodrigue Noukpo Govou (* 27. července 1979, Le Puy-en-Velay, Francie) je bývalý francouzský fotbalový útočník a bývalý reprezentant beninského původu, který v letech 2000 až 2010 nastupoval za Olympique Lyon. Jeho postem je druhý útočník, zahrál i kraj zálohy.

## Klubová kariéra

### Olympique Lyon
Govou byl součástí veleúspěšného týmu Olympique Lyonnais, který na začátku milénia sbíral jednu trofej za druhou. V letech 2002–2008 vyhrál s Lyonem Ligue 1 a v ročníku 2007/08 Coupe de France (francouzský fotbalový pohár). Šestkrát vyhrál s Lyonem i Trophée des champions (francouzský Superpohár, 2002, 2003, 2004, 2005, 2006, 2007) a jednou Coupe de la Ligue (2000/01). Během angažmá prodělal v roce 2009 zranění Achillovy šlachy.

### Panathinaikos FC
V roce 2010 odešel do řeckého celku Panathinaikos FC, kde podepsal tříletý kontrakt. Stal se zde jedním z nejlépe placených hráčů. V Panathinaikosu nakonec strávil pouze jednu sezónu, během níž odehrál 23 zápasů a vstřelil 3 branky (ve všech soutěžích, v lize to bylo 18 zápasů a 1 gól). Dvakrát byl rovněž trestán za nedostatek disciplíny, nevhodnou aktivitu v pozdních hodinách.

### Évian Thonon Gaillard
5. července 2011 podepsal Govou dvouletou smlouvu s nováčkem francouzské nejvyšší soutěže Evian Thonon Gaillard. Debutoval 6. srpna 2011 v ligovém utkání s domácím Brestem, odehrál celé utkání a dostal žlutou kartu. Zápas skončil remízou 2:2.

### Olympique Lyon (návrat)
V říjnu 2013 podepsal smlouvu jako amatér s bývalým klubem Olympique Lyonnais, takže mohl nastupovat pouze za rezervní tým slavného klubu.

## Reprezentační kariéra
Govou byl členem francouzských mládežnických výběrů. Zúčastnil se Mistrovství Evropy hráčů do 21 let v roce 2002 ve Švýcarsku, kde Francie podlehla ve finále české jedenadvacítce v penaltovém rozstřelu a získala stříbro.
V A-týmu Francie debutoval 21. srpna 2002 proti reprezentaci Tuniska (remíza 1:1), kde nastoupil v základní sestavě a hrál do 63. minuty.

### Mistrovství Evropy 2004
Pro EURO 2004 byl povolán jako náhrada za zraněného Ludovica Giulyho, ale na turnaji si nepřipsal ani jeden start.

### Mistrovství světa 2006
Reprezentační trenér Francie Raymond Domenech jej vybral do kádru pro Mistrovství světa 2006 v Německu za zraněného Djibrila Cissého. Na turnaji francouzský tým dokráčel až do finále 9. července proti Itálii. Tam ale vítězné tažení Les Bleus skončilo, po výsledku 1:1 po prodloužení následoval penaltový rozstřel, který Francie prohrála v poměru 3:5. Govou nastoupil jako střídající hráč až do třetího zápasu Francie v základní skupině G 23. června proti Togu (výhra 2:0), poté střídal 27. června v osmifinále proti Španělsku (výhra 3:1)., 1. července ve čtvrtfinále proti Brazílii (výhra 1:0) a 5. července v semifinále s Portugalskem (také výhra 1:0). Ve finále proti Itálii se už neobjevil.

### Mistrovství Evropy 2008
Na EURU 2008 konaném ve Švýcarsku a Rakousku Francie nebyla úspěšná, vypadla již v základní skupině C („skupina smrti“ - nejtěžší základní skupina na turnaji) po remíze 0:0 s Rumunskem a porážkách 1:4 s Nizozemskem a 0:2 s Itálií. Sidney nastoupil v základní sestavě v utkáních proti Nizozemsku a Itálii.

### Mistrovství světa 2010
Ani Mistrovství světa 2010 v Jihoafrické republice se Francii nevyvedlo. Postoupila na něj po sporné baráži s Irskem, kde Thierry Henry nahrával na rozhodující gól Williamu Gallasovi po zpracování míče rukou. První zápas 11. června s Uruguayí skončil bezbrankovou remízou, Govou hrál do 85. minuty. 17. června přišla porážka 0:2 s Mexikem a 22. června prohra 1:2 s domácí Jižní Afrikou. Tyto výsledky znamenaly umístění na poslední čtvrté příčce základní skupiny A a brzké vyřazení francouzské reprezentace. Proti Mexiku střídal v 69. minutě a proti Jihoafrické republice již nefiguroval v základní sestavě, dostal se na hřiště v 82. minutě.